# Scoparia lichenopa
Scoparia lichenopa là một loài bướm đêm trong họ Crambidae.